# Couplage téléphonie-informatique
Pour les articles homonymes, voir CTI.
Le couplage téléphonie-informatique (CTI) regroupe l'ensemble des concepts, des standards, des techniques et des fonctionnalités permettant ou facilitant le dialogue entre un appareil informatique et un appareil téléphonique. Ce terme décrit principalement les interactions menées à partir d'un poste de travail dans le but d'améliorer la productivité de l'utilisateur, bien qu'il puisse également décrire des fonctionnalités sur serveur comme le routage automatique des appels. Il s'inscrit dans la logique de convergence numérique.
Ce dispositif reliant un centre d'appels interne ou externe au système informatique d'une entreprise, apporte aux sociétés la possibilité d'utiliser les ressources du système d'informations et d'Internet, afin d'améliorer le service rendu aux clients et la productivité d'un centre d'appels. 
Ceci est rendu possible par l'automatisation de certaines tâches et la possibilité d'instaurer une personnalisation poussée de la relation avec le client grâce aux informations contenues dans les applications métiers CRM & ERP.

## Exemple d’utilisation

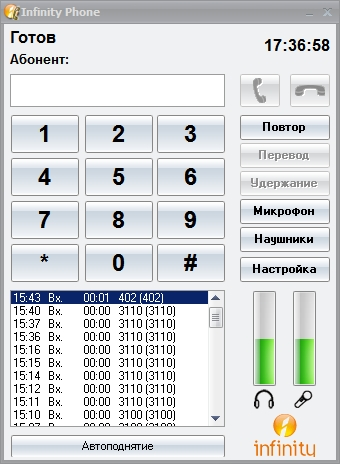
Exemple de solution de téléphonie intégrée

### Par type d'application
Les applications CTI fonctionnent habituellement sur le poste de travail de l'utilisateur ou sur un serveur indépendant.

#### Quelques fonctions fréquentes des applications CTI
- Affichages pop-ups - Présentation automatique de la fiche client du CRM ou ERP sur le poste de travail dès la réception d'un appel

- Numérotation - composition automatique du numéro depuis la fiche contact ("click to call") de l’application métier, d'une page web ou d'un email...
- Gestion téléphonique - la gestion des appels (répondre, raccrocher, mise en attente, conférence, etc.) et la gestion des fonctions (DND/NPD, déviation d'appels, etc.)
- Transferts - transferts coordonnés d'appels et de données entre 2 utilisateurs (c'est-à-dire transférer l'appel ET le pop-up).
- Centre d'appels - permet aux utilisateurs de se connecter en tant qu'agent de centre d'appels et de gérer leur statut (Disponible, Occupé, Non-disponible, En Pause, etc.).

#### Quelques fonctions serveur fréquentes des applications CTI
- Routage d'appels - le routage automatique d'appels vers une autre destination selon des critères qui supposent habituellement une recherche dans base de données du numéro de l'appelant (ANI) ou d'un numéro composé (DNIS).

- Fonctions avancées pour le reporting d'appels - un reporting d'appels plus avancé grâce aux données détaillées du CTI.
- Intégration d'enregistrements vocaux - se servir des données du CTI pour enrichir les données associées aux appels enregistrés.

### Par type de connexion
Il y a 2 catégories de connexion ordinateur-téléphone:

#### Gestion d'appels 'first-party'/première partie
Fonctionne comme s'il y avait une connexion directe entre l'ordinateur et le téléphone de l'utilisateur. Un exemple serait un modem ou un téléphone branché directement à l'ordinateur.  Normalement, c'est seulement l'ordinateur associé au téléphone qui peut le contrôler en envoyant des commandes directement au téléphone. Ce type d'application convient donc seulement aux applications basées sur poste de travail. En général, l'ordinateur peut contrôler toutes les fonctions du téléphone à la discrétion de l'utilisateur de l'ordinateur.

#### Gestion d'appels 'third-party'/tierce partie
Les interactions entre un nombre arbitraire d'ordinateurs et de téléphones passent par, et sont coordonnées par, un serveur dédié à la téléphonie. Par conséquent, le serveur régit quelles informations et quelles fonctions sont mises à la disposition d'un utilisateur. Généralement, l'ordinateur de l'utilisateur se connecte au serveur téléphonie en passant par le réseau local.

## L'histoire et les principales technologies CTI
Les origines du CTI se trouvent dans la technologie des affichages simples (ou pop-ups). Ce système permet que des informations recueillies dans les systèmes téléphoniques soient utilisées pour chercher des informations clients dans des bases de données et d'afficher ces informations instantanément sur l'écran de l'agent du service à la clientèle. Le résultat est que l'écran nécessaire est affiché sur l'ordinateur de l'agent avant même qu'il ne parle au client. 
Cette technologie s'est répandue en premier dans les marchés de l'Amérique du Nord et des pays de L'Europe Occidentale.
Plusieurs normes ont eu un impact majeur sur la 'normalisation' de cette industrie qui était auparavant complètement fermée et la propriété de chaque vendeur de PBX/ACD. Quant aux logiciels, l'interface adoptée par la plupart des vendeurs est la norme CSTA, approuvée par l'organisme de normalisation ITU. D'autres normes CTI dans l'industrie sont JTAPI, TSAPI et TAPI. JTAPI, Java Telephony API, est distribué par Sun; TSAPI, était distribué par AT&T (qui devient Lucent puis Avaya) et Novell; Microsoft a fait la promotion de sa propre initiative, et ainsi est né TAPI, soutenu par les applications Windows.  Toutes ces normes nécessitent que le vendeur du PBX écrive un pilote logiciel spécifique, et il y eut peu d'élan au début.
Deux autres acteurs importants furent Digital Equipment Corporation et Tiger Software (désormais Mondago). Digital Equipment Corporation a développé CT Connect qui inclut un intergiciel d’abstraction pour les vendeurs.  CT Connect fut ensuite vendu à Dialogic, qui fut à son tour acheté par Intel. Ce logiciel CTI, connu sous le nom de CT Connect, fut vendu en 2005 à Envox Worldwide (désormais Enghouse). Tiger Software a développé la gamme SmartServer dont l'objectif principal fut de permettre aux vendeurs des applications CRM d'ajouter, avec un minimum d'effort, des fonctions CTI à leurs applications existantes.  Plus tard, après s'être renommé Mondago, Tiger Software a développé l'application serveur Go Connect, dont l'objectif est d'aider les vendeurs d'autres CTIs à intégrer un plus grand nombre de systèmes téléphoniques.  
Dès 2008, la majorité des vendeurs de PBX avaient adopté l'une ou deux des normes TAPI, CSTA ou TSAPI. Les partisans du TSAPI furent: Avaya, Telrad. Les partisans du CSTA furent: Siemens (désormais Unify), Aastra, DeTeWe, Toshiba, Panasonic. La majorité (voir l'article principal TAPI pour plus de détails) ont préféré TAPI. Il y avait quelques vendeurs promoteurs de normes propriétaires: Mitel, Broadsoft, Digium et la plupart des plateformes hébergés. CT Connect et Go Connect ont donc proposé une couche intermédiaire importante, une traduction, en quelque sorte, qui permet au PBX et à une application de communiquer, chacun en utilisant leur protocole préféré.

## Liste des éditeurs de solutions CTI
- Aircall
- Alcatel-Lucent Enterprise
- Algoria
- Alliance Soft
- Axialys
- C-First
- Cisco
- ConneCTIclic
- Enghouse Interactive
- ISI-Com
- itnéo
- KIPLINK / Avel
- Mitel
- PhonePc Micro Concept
- Thinkro System
- UniGone